# Llenguatge de programació esotèric
Els llenguatges esotèrics (també anomenats esolang) són llenguatges de programació creats sense buscar cap ús pràctic, sinó que simplement neixen per experimentar, divertir, o per a ser exageradament complicats (o bromistes).

## Piet

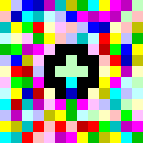
Programa "Hola món" en el llenguatge Piet.

Piet és un llenguatge de programació esotèric. Els programes són imatges rasteritzades amb l'aparença d'art abstracte. Fou creat per David Morgan-Mar i està anomenat en honor del pintor danès Piet Mondrian, un pioner de l'art abstracte geomètric.
El compilador és guiat per un "punter" que es mou per la imatge, d'una regió acolorida uniformement a la següent. El llenguatge defineix 20 colors diferents: sis tonalitats diferents (vermell, groc, verd, cian, blau, magenta) amb tres brillantors cadascuna (clar, normal, fosc), a més del blanc i el negre. Els compiladors poden optar per implementar més colors diferents.
Les variables es mantenen en memòria en una sola pila, i són tractades com a nombres enters amb signe. La majoria d'operacions s'apliquen als valors de la pila, tot i que també n'hi ha de relacionades amb l'entrada/sortida i per controlar la forma com el compilador mou el punter.

## Altres
- Befunge
- Brainfuck
- Clean
- INTERCAL
- Grass
- Malbolge
- Ook!
- Whitespace